# Glumsø-Bavelse-Næsby Sogn
Glumsø-Bavelse-Næsby Sogn er et sogn i Næstved Provsti (Roskilde Stift).
Bavelse Sogn havde siden 1649 været anneks til Glumsø Sogn. Begge sogne hørte til Tybjerg Herred i Præstø Amt. Glumsø-Bavelse sognekommune var i 1962 kernen i Glumsø Kommune, der ved kommunalreformen i 1970 blev indlemmet i Suså Kommune, som ved strukturreformen i 2007 indgik i Næstved Kommune.
Sognet blev dannet 1. december 2024 ved sammenlægning af Glumsø Sogn, Bavelse Sogn og Næsby Sogn.
I Glumsø-Bavelse-Næsby Sogn ligger Glumsø Kirke, Bavelse Kirke og Næsby Kirke.
- Glumsø Kirke
- Bavelse Kirke
- Næsby Kirke